# Österreichische Studentenmission

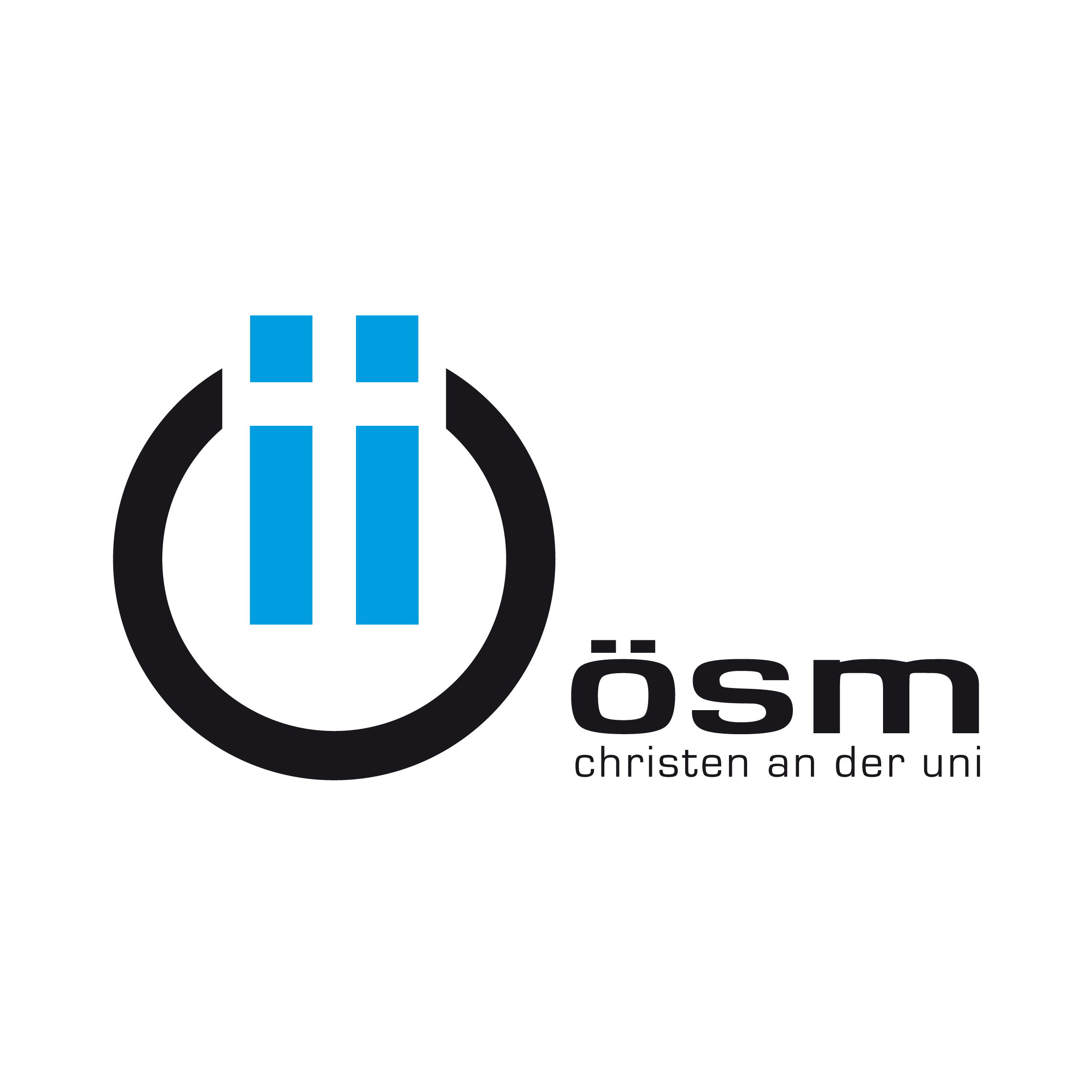
ÖSM-Logo

Die Österreichische Studentenmission – Christen an der Uni (ÖSM) ist eine Gruppe evangelikaler Prägung, an der sich Studenten vor allem aus Freikirchen und aus der Evangelischen Kirche beteiligen.

## Leiterschaft
Die Vereinigung wird von evangelikalen Studenten aus verschiedensten Denominationen geleitet. Sie verbindet die gemeinsame Vision „Gott erfahren. Glauben leben. Österreich verändern.“
Die Gruppen werden möglichst von einem Reisesekretär unterstützt. Er coacht, schult und begleitet die Studenten („ÖSMler“) in ihrer jeweiligen Stadt. Wenn es in einer Stadt keinen Reisesekretär gibt, werden die Leitungsteams von Gruppenbegleitern (meist ehemalige ÖSMler) unterstützt.

## Organisation
Die Vereinigung selbst ist Mitglied der Dachorganisation International Fellowship of Evangelical Students (IFES), welche eine weltweite Vereinigung von ungefähr 160 nationalen evangelikalen christlichen Studentenorganisationen ist. Die ÖSM ist keine Kirche und will auch nicht in Konkurrenz mit Kirchen treten. Sie ermutigt jeden Mitarbeiter, aktives Mitglied einer Kirche  zu sein.

## Missionarische Tätigkeit
Jedes Semester bieten die lokalen Gruppen Kleingruppen zum Bibelstudium, Vorträge an der Uni, Büchertische und andere Veranstaltungen, wie Filmabende und Grillpartys an. Fast jede Woche findet ein Ereignis statt. Auch wird jedes Jahr, meist im April in den Osterferien, eine nationale Konferenz (genannt „Forum“) veranstaltet. Dort finden Vorträge und Seminare statt, die den Einzelnen im christlichen Glauben ermutigen sollen. Viele andere Aktivitäten sollen der Vertiefung von Freundschaften sowie der Freude und dem Spaß miteinander dienen.